# Biển báo giao thông tại Hoa Kỳ

Bản đồ các tiểu bang Hoa kỳ MUTCD 2003.

Tại Hoa Kỳ, dấu hiệu đường bộ phần lớn được tiêu chuẩn hóa theo các quy định liên bang, hầu hết được lưu ý trong Hướng dẫn về thiết bị điều khiển giao thông thống nhất (MUTCD – Manual on Uniform Traffic Control Devices) và khối lượng phù hợp với chúng trong Biển báo Xa lộ Tiêu chuẩn (SHS – Standard Highway Signs).
Hai mươi ba tiểu bang cùng với Đặc khu Columbia và Puerto Rico sử dụng các hướng dẫn mà không có bất kỳ thay đổi, 20 tiểu bang đã áp dụng nó kết hợp với một số bảng hiệu bổ sung, và 7 tiểu bang có những phiên bản tiểu bang phù hợp đáng kể với MUTCD. Ngoài ra còn có các phiên bản ‘bản địa hóa’ được sử dụng ở các thành phố lớn như Thành phố New York sử dụng một hệ thống đặt tên phù hợp với MUTCD và/hoặc bổ sung tiểu bang. Các MUTCD và SHS thiết lập bảy loại chung các dấu hiệu tổng quát cho đường bộ và đường cao tốc sử dụng  (tất cả các biển báo từ MUTCD quốc gia, trừ khi lưu ý):

## Quy định
Quy định các biển báo để hướng dẫn người lái xe, người đi bộ và đi xe đạp. Các biển báo như dừng lại, cấm đậu xe, cấm quẹo và nhường đường được coi là những biển báo quy định. Một số có hình dạng đặc biệt, chẳng hạn như hình bát giác dùng cho các biển báo dừng lại và hình chữ X cho giao lộ đường sắt. Một số biển báo có thể được địa phương hoá, chẳng hạn như bảng cấm đậu xe và một số biển báo khác có thể chỉ được thấy tại các khu vực pháp lý tiểu bang và địa phương vì chúng được dựa trên luật riêng của tiểu bang hay địa phương đó, chẳng hạn như biển báo "Don't Block the Box" (đừng chắn khu vực hình hộp này) của thành phố New York. Những biển báo này nằm trong ‘bộ biển báo ký hiệu R’ của MUTCD và thông thường trong ‘bộ biển báo ký hiệu R bổ sung’ của hầu hết các tiểu bang MUTCD.

### Bộ R1: Dừng hẳn và Nhường đường
Bộ biển báo R1 của MUTCD là những biển báo dừng hẳn và nhường đường. Đó là lệnh cấm tuyệt đối, một số tiểu bang có thêm vào MUTCD những tiêu chuẩn riêng.

Bộ biển báo Dừng hẳn và Nhường đường
Dừng hẳn
Dừng hẳn, Puerto Rico.
Nhường đường (Đứng chờ)
Nhường khách bộ hành, Thành phố New York.
Luật Tiểu bang Nhường khách bộ hành đi qua lối ngựa vằn.
Luật Tiểu bang dừng chờ khách bộ hành đi qua lối ngựa vằn.
Luật DC dừng chờ khách bộ hành đi qua lối ngựa vằn, Washington, DC.
Luật Tiểu bang dừng chờ khách bộ hành đi qua lối ngựa vằn , Maryland.

### Bộ R2: Giới hạn tốc độ
Bộ biển báo R2 của MUTCD là những biển báo giới hạn tốc độ. Một số bổ sung của từng tiểu bang và MUTCD tiểu bang sẽ có những biển báo giới hạn tốc độ khác hơn. Vì không phải tình huống nào cũng được đề cập đến nên một số tiểu bang có thêm vào MUTCD những tiêu chuẩn riêng.

Biển báo Giới hạn Tốc độ
Tốc độ giới hạn (dặm / giờ)
Tốc độ giới hạn, hệ mét (hiếm thấy).
Tốc độ giới hạn ban đêm.
Tốc độ giới hạn thị trấn, Tiểu bang New York.
Tốc độ giới hạn qua cầu, Minnesota.
Biển báo vùng giới hạn tốc độ 35 phía trước, California.
Kết thúc giới hạn 35 dặm / giờ, New York.
Kết thúc giới hạn 35 dặm / giờ , Delaware.
Tốc độ giới hạn tối thiểu.

### Bộ R3: Sử dụng làn đường và Quẹo
Bộ biển báo R3 của MUTCD là những biển báo sử dụng làn đường và biển báo quẹo. Vì không phải tình huống nào cũng được đề cập đến nên một số tiểu bang có thêm vào MUTCD những tiêu chuẩn riêng.

Biển báo Sử dụng làn đường và Quẹo
Những làn dành riêng để quẹo.
Cấm rẽ phải.
Cấm rẽ trái.
Cấm quay đầu xe .
Chỉ rẽ phải, Delaware.
Cấm quay đầu xe – rẽ trái khi mũi tên xanh bật lên California.
Làn xe đạp.
Làn đường cho xe đạp, dành riêng cho xe đạp, Thành phố New York.
HOV 2+ làn đường dành riêng cho xe từ 2 người trở lên ngồi trên một xe.

### Bộ R4: Quy định của sự Di chuyển
Bộ biển báo R4 của MUTCD là những biển báo quy định của sự di chuyển. Vì không phải tình huống nào cũng được đề cập đến nên một số tiểu bang có thêm vào MUTCD những tiêu chuẩn riêng.

Biển báo Quy định của sự Di chuyển
Cấm qua mặt, cấm vượt nhau.
Giữ lối bên phải trừ khi qua mặt, Indiana.
Đi bên phải.

### Bộ R5: Đường cấm
Bộ biển báo R5 của MUTCD là những biển báo đường cấm. Vì không phải tình huống nào cũng được đề cập đến nên một số tiểu bang có thêm vào MUTCD những tiêu chuẩn riêng. Khi gặp những biển báo này thì đừng đi vào.

Biển báo Đường cấm
Cấm đi vào.
Xe đạp ngược chiều.
Đường dành riêng cho xe đạp, cấm xe hơi
Cấm ô tô tải.
Cấm đi xe đạp.

### Bộ R6: Đường Một chiều và xa lộ có dãy phân cách
Bộ biển báo R6 của MUTCD là những biển báo đường một chiều và xa lộ có dãy phân cách. Vì không phải tình huống nào cũng được đề cập đến nên một số tiểu bang có thêm vào MUTCD những tiêu chuẩn riêng. Hầu hết những biển báo thường thấy nhất là biển báo đường một chiều.

Biển báo đường Một chiều và xa lộ có dãy phân cách
Một chiều
Transito (một chiều), Puerto Rico.
Một chiều
Xa lộ có dãy phân cách.

### Bộ R7: Đậu xe
MUTCD cho phép hai loại biển báo bãi đậu xe, cho phép đậu xe, cấm đậu xe, và cấm dừng. Tuy nhiên, trong hầu hết các tiểu bang, có một thêm một hạn chế bổ sung, cấm ngừng xe. Những biển báo này được tìm thấy trong bộ R7 của MUTCD. Vì không phải tình huống nào cũng được đề cập đến nên một số tiểu bang có thêm vào MUTCD những tiêu chuẩn riêng.

#### Cho phép đậu xe
Các biển báo loại này cho phép đậu xe không giới hạn hoặc theo những khoảng thời gian khác nhau. Chúng thường được sử dụng chung với đồng hồ đo thời gian đậu xe và giấy phép đậu xe. Những biển báo này theo quy định của MUTCD là chữ màu xanh lá cây trên bảng trắng. Biến cách theo địa phương thường có các thông tin bổ sung và thiết kế hơi khác nhau.

Cho phép đậu xe widths=
Đậu xe với thời gian hạn chế.
Đậu xe với thời gian hạn chế, California.
Đậu xe với thời gian hạn chế, Thành phố New York.
Đậu xe với thời gian và giấy phép hạn chế, Seattle.
Đậu xe với thời gian và giấy phép hạn chế, San Francisco.
Đậu xe 2 tiếng cho tất cả các tuyến đường của Thị trấn Hempstead, Tiểu bang New York.
Đậu xe với thời gian hạn chế, Maryland.

#### Cấm đậu xe
Những biển báo cấm đậu xe cho biết là được phép tạm dừng lại để hành khách lên xe hoặc xuống xe, nhưng không được phép đậu luôn. Một số biển báo cấm đậu xe có ghi thời gian giới hạn, trong khi những cái khác thì cấm hẳn. Có một số biển báo là phiên bản tạm thời, thường được thiết kế tương tự như những bảng cấm vĩnh viễn. Những biển báo này được MUTCD quy định là chữ màu đỏ trên nền trắng, không kể đến các biến thể địa phương.

Cấm đậu xe
Cấm đậu xe.
Cấm đậu xe, California.
Cấm đậu xe, New York.
Cấm đậu xe, Pennsylvania.
Cấm đậu xe có hạn chế và nội địa hóa, Thành phố New York.
Đừng nghĩ đến việc đậu xe ở đây, New York City.
Cấm đậu vùng kéo xe, Chicago.
Cấm đậu tại trạm xe buýt.

#### Cấm dừng xe
Những biển báo cấm dừng xe cho biết là được phép tạm dừng lại để hành khách lên xe hoặc xuống xe, nhưng không được phép đậu lại. Giống với những biển báo cấm đậu xe, một số giới hạn ghi trên đó là vĩnh viễn và một số khác thì có thời gian. Những biển báo này được MUTCD quy định là chữ màu đỏ trên nền trắng, không kể đến các biến thể địa phương.

Cấm dừng xe
Cấm dừng xe mọi lúc.
Cấm dừng xe mọi lúc, Tiểu bang New York.
Cấm dừng xe mọi lúc, Thành phố New York.
Cấm dừng đường xe kéo, Baltimore.
Cấm dừng tại trạm xe buýt, Philadelphia.
Cấm dừng xe, trạm xe buýt với tuyến xe buýt, New York City.
Cấm dừng xe trong thời gian giới hạn, Washington, DC.
Cấm dừng xe trong thời gian giới hạn, Thành phố New York.

#### Cấm ngừng xe
Những biển báo cấm ngừng xe cho biết là chỉ được phép ngừng khi tuân theo bảng hiệu giao thông, đèn tín hiệu, nhân viên giao thông, cảnh sát, hoặc tránh lấn cấn với các loại xe khác. Đây là những biển báo hạn chế nhất trong những biển báo đậu xe. Chúng thường là chữ màu đỏ trên nền trắng.

Cấm ngừng xe
Cấm ngừng xe mọi lúc, Tiểu bang New York.
Cấm ngừng xe mọi lúc, Thành phố New York.
Cấm ngừng xe mọi lúc, Philadelphia.
Cấm ngừng xe mọi lúc, California.
Cấm ngừng đường kéo xe, San Francisco.
Cấm ngừng vùng kéo xe, Seattle.
Cấm ngừng xe trong thời gian hạn chế No stopping with time restrictions, Tiểu bang New York.
Cấm ngừng ngoại trừ thời gian giới hạn xe tải giao hàng, Thành phố New York.

### Bộ R8: Bãi đậu xe và Hạn chế Khẩn cấp
Bộ R8 là những biển báo về bãi đậu xe và hạn chế khẩn cấp. Vì không phải tình huống nào cũng được đề cập đến nên một số tiểu bang có thêm vào MUTCD những tiêu chuẩn riêng.

Biển báo Bãi đậu xe và Hạn chế Khẩn cấp
Cấm đậu xe trên hình vẽ vệ đường.
Cấm đậu xe

#### Bộ R9: Xe đạp và Khách bộ hành
Bộ R9 của MUTCD là những biển báo cho xe đạp và người đi bộ. Vì không phải tình huống nào cũng được đề cập đến nên một số tiểu bang có thêm vào MUTCD những tiêu chuẩn riêng.

Biển báo Xe đạp và Khách bộ hành
Đi bộ bên trái đối mặt với giao thông.
Qua đường tại những con ngựa vằn.
Cấm người đi bộ
Cấm xin đi nhờ
Chỉ dẫn đèn hiệu ngựa vằn.
Xe đạp bên trái bộ hành bên phải.
Luật tiểu bang dừng trước trạm xe đưa rước học sinh, New York.

### Bộ R10: Tín hiệu giao thông
Bộ R10 của MUTCD là những biển báo liên quan đến tín hiệu giao thông. 
The MUTCD's R10 series of signs is for traffic signal related signs. Vì không phải tình huống nào cũng được đề cập đến nên một số tiểu bang có thêm vào MUTCD những tiêu chuẩn riêng.

Biển báo tín hiệu giao thông
Xe chuẩn bị quẹo nhường đường khách bộ hành.
Chụp ảnh phạt vượt đèn đỏ, Sở Giao thông vận tải Delaware.
Chụp ảnh phạt vượt đèn đỏ, Sở Giao thông vận tải California.
Mức phạt vượt đèn đỏ bị chụp ảnh, California
Dừng ở đây khi đèn đỏ, Pennsylvania.
Cấm quẹo khi mũi tên đỏ, Maryland.
Mực chờ đèn xanh của xe đạp.

### Bộ R11: Đường đã đóng lại
Bộ R11 của MUTCD là những biển báo cho biết đường đã đóng lại. Vì không phải tình huống nào cũng được đề cập đến nên một số tiểu bang có thêm vào MUTCD những tiêu chuẩn riêng.

### Bộ R12: Giới hạn tải trọng
Bộ R12 của MUTCD là những biển báo liên quan đến giới hạn tải trọng. Vì không phải tình huống nào cũng được đề cập đến nên một số tiểu bang có thêm vào MUTCD những tiêu chuẩn riêng.

Biển báo Giới hạn Tải trọng
Giới hạn tải trọng.

### Bộ R13: Trạm cân xe
Bộ R13 của MUTCD là những biển báo liên quan đến trạm cân xe. Vì không phải tình huống nào cũng được đề cập đến nên một số tiểu bang có thêm vào MUTCD những tiêu chuẩn riêng.

### Bộ R14: Tuyến đường xe tải
Bộ R14 của MUTCD là những biển báo liên quan đến tuyến đường xe tải. Vì không phải tình huống nào cũng được đề cập đến nên một số tiểu bang có thêm vào MUTCD những tiêu chuẩn riêng.

### Bộ R15: Đường sắt và đường sắt hạng nhẹ
Bộ R15 của MUTCD là những biển báo liên quan đến tuyến đường sắt và đường sắt hạng nhẹ. Vì không phải tình huống nào cũng được đề cập đến nên một số tiểu bang có thêm vào MUTCD những tiêu chuẩn riêng.

Biển báo Đường sắt và Đường sắt hạng nhẹ
Chỗ đường sắt giao cắt với đường bộ
Xe lửa.

### Bộ R16: Đai an toàn
Bộ R15 của MUTCD là những biển báo liên quan đến dây đai an toàn. 
Vì không phải tình huống nào cũng được đề cập đến nên một số tiểu bang có thêm vào MUTCD những tiêu chuẩn riêng.

### Những bộ biển Địa phương và Tiểu bang
MUTCD không bao gồm tất cả các tình huống, vì vậy các tiểu bang và chính quyền địa phương đã phát triển các dấu hiệu của quy định của họ. Trong đó, các loại biển báo được thiết kế hàng loạt hoặc sử dụng các phong cách MUTCD, nhưng cao hơn 16 (như thực hiện ở Texas), hoặc sử dụng một hệ thống những bộ danh pháp duy nhất (như thực hiện ở California).

Các bộ Biển báo khác của địa phương và tiểu bang
Biển cảnh báo Tuân thủ pháp luật tiểu bang, Texas.
Đừng chặn các khung, Thành phố New York.
Luật Tiểu bang dừng đằng sau xe buýt đưa đón học sinh, New York.
Tốc độ bắt buộc do biển báo máy bay, California.

## Trường học
Bộ S là những biển báo được MUTCD thiết kế đặc biệt để sử dụng quanh các trường học. Một số tiểu bang có thêm những biển báo liên quan đến cảnh báo trường học thuộc bộ S cũng như bộ biển cảnh báo W và/hoặc bộ biển báo quy định R, chúng là sự bổ sung tiểu bang hoặc MUTCD tiểu bang.

Trường học
Trường học (cũng được sử dụng cho lằn vôi dành cho khách bộ hành gần trường học).
Trường học, thay thế.
Giới hạn tốc độ trường học phía trước.
Giới hạn tốc độ trường học khi đèn chớp.
Biển báo giới hạn tốc độ tại vùng trường học, Arizona.
Kết thúc vùng trường học.
Trạm dừng xe đưa rước học sinh phía trước.
Biển báo xe đưa rước học sinh quẹo phía trước, Ohio.

## Cảnh báo
Biển cảnh báo được tìm thấy trong các bộ W của MUTCD quốc gia. Họ nhấn mạnh điều kiện hiện có, chẳng hạn như một khúc cua, trường học, đường cụt, hoặc đèn tín hiệu giao thông. Chúng cũng có thể cảnh báo nguy hiểm có thể như cái ụ, xe đạp, máy bay bay thấp hoặc xe cấp cứu. Những biển báo dùng màu vàng hoặc huỳnh quang màu vàng, phần lớn có hình thoi, đôi khi là hình vuông hoặc hình chữ nhật có dấu hiệu nhỏ hơn hoặc có tấm bảng liên kết với chúng. Hầu hết các biển báo W cũng có thể có nền màu cam, để sử dụng trong tình huống tạm thời như khu xây dựng. Một số trong những biển báo dùng tạm chỉ được sử dụng trong các tình huống tạm thời.

### Bộ W1: Khúc quanh và Quẹo
Bộ W1 của MUTCD là những biển báo liên quan đến khúc quanh và quẹo. Ngoài những biển báo này, một số tiểu bang có các tiêu chuẩn riêng của họ thêm vào MUTCD.

Các biển báo Khúc quanh và Quẹo
Quẹo .
Quẹo , Maryland.
Khúc quanh .
Khúc quanh với tốc độ gợi ý.
Quẹo nghịch.
Khúc quanh nghịch .
Đường gấp khúc .
Đường gấp khúc .
Khúc quanh "kẹp tóc".
Cảnh báo dễ lật xe tải.
Cảnh báo dễ lật xe tải với tốc độ gợi ý , Maryland.
Vòng quanh 270 độ.
Vòng quanh Pretzel, Wisconsin.
Mũi tên lớn một chiều .
Chevron alignment.

### Bộ W2: Giao lộ
Bộ biển báo W2 của MUTCD dùng cho những biển cảnh báo về giao lộ, bao gồm vòng xoay giao thông. Vì không phải tình huống nào cũng được đề cập đến nên một số tiểu bang có thêm vào MUTCD những tiêu chuẩn riêng.

Giao lộ
Đường giao nhau.
Đường nhánh vuông góc.
Đường nhánh xiên góc.
Đường chữ T.
Đường chữ Y.
Đường nhánh cây, New York và Maryland.
Giao lộ tròn (vòng xoay)
Vòng xoay, có luân phiên.